# Лени Кравиц
Ленард Алберт Кравиц (енгл. Leonard Albert Kravitz; Бруклин, 26. мај 1964) је амерички рок-певач, музичар, текстописац и продуцент. Син је тв-продуцента руско-јеврејског порекла Сај Кравица (Sy Kravitz) и глумице Рокси Рокер (Roxy Rocker) пореклом са Бахама.
Кравиц је 1987. оженио глумицу Лизу Боне са којом има ћерку Зои Изабел. Развели су се 1993.

## Биографија
Рођен је 26. маја 1964. у Њујорку под правим именом Леонард Алберт Кравиц. Као дете је почео да свира бубњеве, а затим гитару. Захваљујући оцу, који је радио на телевизији, упознао је многе џез музичаре као што су Ела Фицџералд, Дјук Елингтон, Сара Вон, Мајлс Дејвис, а на њега су велики утицај имали и соул музичари Џејмс Браун, Арета Френклин, Стиви Вондер и Куртис Мејфилд.
Првенац Let Love Rule објавио је 1989. и креће на турнеју где наступа као предгрупа Tom Petty and Heartbreakers. Након турнеје је радио песму Justify My Love за Мадону, затим је продуцирао и свирао већину инструмената на албуму глумице и певачице Ванесе Паради. Убрзо објављује други албум Mama Said, на којем је насловна нумера посвећена његовој мајци, док су остале инспирисане његовим разводом од тадашње супруге Лизе Боне.
Кравиц је до сада снимио десет студијских албума, а процењује се да је продато више од двадесет милиона носача звука са његовом музиком. Током каријере освајао је многобројне музичке награде, а Гремијево признање за најбољег мушког извођача добио је четири године заредом (од 1998. до 2002). Осим што је текстописац и извођач, Кравиц аранжира, продуцира, а свира и гитару, бас, бубњеве, клавијатуре и перкусије.

## Дискографија

### Студијски албуми
- (1989)
- (1991)
- (1993)
- (1995)
- 5 (1998)
- (2000)
- (2001)
- (2004)
- (2008)
- (2008)
- (2011)
- (2014)
- (2018)
- Blue Electric Light (2024)

### Видеографија
- (1991)
- (1994)
- (2002)